# Мозак животиња и његова подела
Мозак је део централног нервног система и смештен је у лобањској шупљини.Представља кранијални продужетак кичмене мождине.
За разлику од кичмене мождине у мозгу је сива мождана маса постављена површински и гради кору мозга, а бела мождана маса је смештена у унутрашњости. Разлика између сиве и беле масе је та што се сива маса састоји од више ћелијских тела , а мало мијелинизованих аксона док бела маса има мање ћелијских тела, а више дугачких мијелинизованих аксона.

## Подела мозга
Мозак се може поделити на три дела: 
- задњи мозак (Rombencephalon)
- средњи мозак (Mesencephalon)
- предњи мозак (Prosencephalon)

Делови задњег мозга су:
- мали мозак (Cerebelum)
- продужена мождина (Medulla oblongata)
- мождани мост (Pons)

Ова три дела међусобно затварају један простор који се зове четврта мождана комора. Она је повезана са централним каналом кичмене мождине.

## Мали мозак
Мали мозак је постављен дорзално, његова спољашња површина је доста наборана и изграђена од сиве мождане масе, у унутрашњости се налази бела мождана маса која је карактеристичног изгледа, разграната је и зове се дрво живота. Вентрално се налазе продужена мождина и мождани мост који заједно граде мождано стабло.

### Продужена мождина
Продужена мождина је предњи наставак кичмене мождине од ње са леве и десне стране полазе осми, девети, десети, једанаести и дванаести мождани нерв. Ови нерви инервишу мишиће језика, ждрела, гркљана, а изузетак је десети који се зове vagus/луталица. Између продужене мождине и средњег мозга се налази мождани мост, од њега полазе четврти, пети и шести мождани нерв. То су нерви који инервишу мишиће лица.

## Средњи мозак
Средњи мозак на леђима турског седла има два дела:
- мождани краци
- четворно тело

Главна шупљина средњег мозга је Силвијусов мождани канал, он спаја четврту са трећом можданом комором.

## Предњи мозак
Граде га два дела:
- међумозак
- велики мозак

### Међумозак
Налази се вентрално од великог мозга, његова централна шупњина је трећа мождана комора. 
Међумозгу припадају: таламус, хипоталамус, 2 жлезде хипофиза и епифиза. Од њега почиње други пар нерава видни нерв.
Средњи мозак и његови делови играју главну улогу у регулисању рада ендокриних жлезда.
Хипофиза је највећа жлезда мозга, смештена је у удубљењу турског седла, лучи хормон раста.

### Велики мозак (Telencephalon)
Грађен је у облику две половине и зову се хемисфере-лева и десна које су уздужно раздвојене. На дну те усеклине, лева и десна хемисфера су спојене слојем беле мождане масе.
Површна хемисфера се зове мождана кора, изграђена је од сиве мождане масе и јако је наборана, ту су присутне бројне бразде и мождане вијуге.
Приликом рођења површина великог мозга је глатка, али са развићем и учењем број бразда се повећава (кокошке немају бразде). У унутрашњости сваке хемисфере је по једна шупљина и то су лева и десна бочна комра. Ове две коморе нису међусобно повезане, али је свака од њих повезана са трећом можданом комором међумозга.
У свим овим шупљинама налази се цереброспинална течност, она има улогу да прима производе метаболизма, учествује у развоју мозга. Преко лимфног система се прочишћава-дренира.
Великом мозгу припада додатни део то је мирисни мозак, он је у облику два задебљања која се налазе на предњој страни великог мозга.
Та задебљања се зову мирисне квржице, од њих полазе мирисни конци који пролазе кроз отворе ситасте кости и завршавају у слузокожи носне шупљине.
Делови централног нервног система мозак и кичмена мождина споља су обавијена са три мождане опне. Оне су везивно ткивне грађе и међусобно раздвојене просторима које испуњава церебрспинална течност.
Идући од спољашњости ка унутрашњости њихов редослед је следећи. Споља се налази тврда можданица, она је најдебља и без крвних судова прелази преко свих жлебова и не завлачи се међу усеклине и бразде. Испод ње се налази паучинаста можданица, она је нешто више снабдевена крвним судовима и завлачи се само у велике усеклине и бразде.
Трећа можданица је мека богата је крвним капиларима, належе директно на површину мозга и кичмене мождине и завлачи се у све мождане бразде и вијуге. Са базе мозга полази 12 пари можданих нерава, они инервишу делове главе и лица.